# Język pontyjski
Język pontyjski (ποντιακά, ρωμαικά „rzymski”) – odmiana języka greckiego używana tradycyjnie na południowych i wschodnich wybrzeżach Morza Czarnego. Wywodzi się z koine i greki bizantyńskiej, z wpływami leksykalnymi języka tureckiego i języków kaukaskich. 
Nie jest wzajemnie zrozumiały ze standardowym językiem greckim. 
Po masakrach ludności greckiej w Turcji na początku XX w. większość Greków pontyjskich (Pontów) przeniosła się na tereny północnej Grecji i Rosji. W Turcji pozostało zaledwie 4 tysiące osób wyznających prawosławie. Obecnie duża część Greków pontyjskich zamieszkuje w Grecji, w tym około 200 tysięcy użytkowników języka pontyjskiego mieszka w Macedonii greckiej, głównie w okolicy Salonik. Młodsze pokolenia przechodzą na język ogólnogrecki, dialekt pontyjski zaś utrzymuje się wśród diaspory w Stanach Zjednoczonych. Zapisywany jest tradycyjną odmianą alfabetu greckiego, w Rosji – cyrylicą, w Turcji – alfabetem łacińskim w ortografii tureckiej.
Według badań tureckich z lat 90. XX w. pontyjską odmianą języka greckiego na terenie historycznego Pontu posługiwano się wtedy w domach 44% dzieci, zaś w 3% domów mówiono językiem nowogreckim. Mimo urzędowej turcyzacji mężczyźni jednakowo łatwo posługują się językami pontyjskim i tureckim, natomiast część kobiet włada swobodnie jedynie pontyjskim. 
Istnieje Wikipedia w języku pontyjskim. 